# حنوب (تعز)
حنوب هي إحدى قرى الجمهورية اليمنية. تتبع جغرافيا لمحافظة تعز وإداريًا لمديرية خدير. يبلغ تعداد سكانها 1101 نسمة حسب الإحصاء الذي أجري عام 2004.